# Знахідка (мультфільм)
Шаблон:Мультфильм
«Находка» — советский рисованный мультипликационный фильм созданным режиссёром Борисом Храневичем на студии «Киевнаучфильм» 1986 года по сценарию Александра Курляндского.

## Сюжет
Герой отправляется в лес с целью раздобыть птичьих яиц для приготовления омлета. Однако его поиски оказываются безуспешными. Единственной находкой становится необычное яйцо, которое он забирает с собой. Дома мужчина оставляет яйцо в меховой шапке под лампой и отправляется спать. Наутро его ожидает сюрприз: скорлупа расколота, а на столе его ждёт необычная змея, которая, не менее удивлена этой встречей, чем сам герой.

## Создатели
- Автор сценария: Александр Курляндский
- Режиссёр: Борис Храневич
- Художник-постановщик: Юрий Скирда
- Оператор: Анатолий Гаврилов
- Композитор: Александр Осадчий
- Звукооператор: Израиль Мойжес
- Художники-мультипликаторы: Елена Касавина, А. Карбовничий, Михаил Титов, Александр Лавров, Э. Перетятько, С. Гизила, Сергей Кушнеров
- Ассистенты: Р. Лумельская, Т. Звездочкина, Я. Селезнева, С. Муратова, И. Сергеева
- Редактор: Светлана Куценко
- Директор картины: Иван Мазепа

## Роли озвучивали
- Василий Ливанов — Дядя
- Раиса Мухаметшина — Ласточка
- Фёдор Добронравов — Петух
- Ольга Прокофьева — Змейка

## Литература
- С. В. Капков. Энциклопедия отечественной мультипликации. — М. : Алгоритм, 2006. — С. 179—180. — 816 с. — 3000 экз. — ISBN 5-9265-0319-4.
- Кино: Энциклопедический словарь / гл. ред. С. И. Юткевич; Редкол. Ю. С. Афанасьев, В. Е. Баскаков, И. В. Вайсфельд [и др.]. — М: Советская энциклопедия, 1987. — С. 88.

## Ссылки
- Находка (мультфильм, 1986)
- Рссийская анимация в буквах и фигурах | Фильмы